# Palaungs

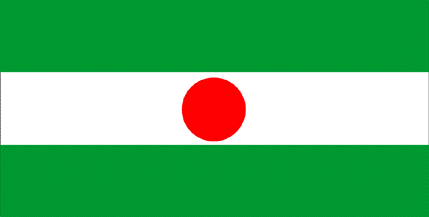
Bandera de la nació Palaung, de la FNP i del FAEP

Palaungs (xinès deangs 德昂族 pinyin: Déáng Zú; Tai: ปะหล่อง benglongs, singulars palaung, deang i benglong; també Bulai, Dlang, Palay, Pale, Palong, Pulei, Shwe, i Ta'ang) són un poble mon-khmer de les muntanyes a Myanmar, principalment al nord dels estats Shans amb grups menors vivint a la frontera de Tailàndia (on modernament han arribat nous grups fugint de la guerra a Myanmar) i al sud de la Xina on formen una nacionalitat reconeguda però agrupats amb altres grups sota el nom de De'angs. L'antic estat de Tawngpeng és considerat el centre dels palaungs i el seu príncep (sabwa) és d'aquesta ètnia. Altres palaungs fora de l'estat diuen ser-ne originaris. Els xans els anomenen kunlois (muntanyesos) i ells mateixos s'anomenen ta-angs. Estan dividits en palaungs propis (clans Shwe i Rumai) i pales o palaungs blancs, els primers al territori de Namhsan (capital de Tawnpeng) i els segons a la resta de territoris poblats per l'ètnia, parlant tres dialectes diferents. Al cens de 1901 no es distingeix entre els dos grups i es dona el nombre total de 56.866 habitants als Estats Shans sense comptar 7500 que viurien a Hsenwi del Nord. Modernament es calcula que són uns 550.000 a l'inici del segle xxi.
Són animistes (amb barreges de budisme) o budistes, i un petit percentatge cristians. Han adoptat la vestimenta xan encara que la seva vestimenta tradicional és molt elaborada i de gran colorit amb abundant ús del vellut.
Els palaungs tenen els seus pobles en llocs alts i són de vegades força grans. El seu sistema de cultiu és per desplaçament (taungya) i cultiven el te en abundància.
El principat de Tawngpeng, dirigit per un sawbwa (príncep) Palaung, fou posat sota protectorat britànic a finals del segle xix i fou inclòs a l'Índia Britànica. El 1937, el principat i els territoris Palaung van quedar dins el nou govern colonial de Birmània. El 1943 els japonesos, que havien ocupat Birmània, van dominar el país. El 1947 els Palaung van demanar estat separat però el 1948 van quedar inclosos a l'Estat Shan.
Des del 1963 els palaung es van revoltar sota la direcció de la Força Nacional Palaung (FNP) dirigit pels tres fills del darrer príncep de Tawngpeng, grup que es va integrar a l'Exèrcit de l'Estat Shan, i que volia un estat palaung separat de l'estat Shan. El 1965 es va constituir en grup separat. Les activitats militars es van centrar a les muntanyes del nord de l'Estat Shan entre Namhsan, Namkham i els camps de te de l'antic principat de Tawngpeng. El 1968 es va produir una escissió entre els prínceps i el cap militar Kham Thaung que finalment va aconseguir el control del grup. La part de la Força Nacional Palaung, dirigida per l'únic fill del príncep que encara vivia, Chao Nor Far, va integrar-se poc després a la Shan United Revolutionary Army, que operava al sud de l'estat.
Kham Thaung va formar el 1976 el Front d'Alliberament de l'Estat Palaung (FAEP) i la seva branca militar, l'Exèrcit d'Alliberament de l'Estat Palaung (EAEP) i va integrar-se al Front Nacional Democràtic de Myanmar. Thaung va morir en combat el 1979 i el seu grup es va aliar a l'Organització d'Independència Katxin (coneguda per KIO) i a l'Exèrcit de l'Estat Shan, i es va reforçar, arribant a tenir més de mil soldats.
El 1991, sota la direcció d'Aik Mone, va concertar la pau amb el govern i se’ls va reconèixer l'administració d'un territori i el dret a ajudes econòmiques del govern, a canvi de deixar les armes. El grup amb el nom de Partit per l'Alliberament de l'Estat Palaung fou legalitzat i es va crear la regió especial número 7 dins l'estat Shan, embrió d'un futur territori autònom.